# U-640
Unterseeboot 640 foi um submarino alemão do Tipo VIIC, pertencente a Kriegsmarine que atuou durante a Segunda Guerra Mundial.

## Comandantes
| Comandante             | Data                                        |
| ---------------------- | ------------------------------------------- |
| Oblt. Karl-Heinz Nagel | 17 de setembro de 1942 - 14 de maio de 1943 |

## Subordinação
Durante o seu tempo de serviço, esteve subordinado às seguintes flotilhas:
| Período                                      | Flotilha                                  |
| -------------------------------------------- | ----------------------------------------- |
| 17 de setembro de 1942 - 30 de abril de 1943 | 5. Unterseebootsflottille (treinamento)   |
| 1 de maio de 1943 - 14 de maio de 1943       | 6. Unterseebootsflottille (serviço ativo) |

## Operações conjuntas de ataque
O U-640 participou das seguinte operações de ataque combinado durante a sua carreira:
- Rudeltaktik Iller (12 de maio de 1943 - 14 de maio de 1943)